# Szécsényi vár
Szécsény Nógrád vármegye történetének egyik meghatározó helyszíne, a történeti városok közül talán ez őrződött meg a legjobban. Szécsény egykori vára az Ipoly felett emelkedő magasparton, a mai, 1753 és 1762 között felépült Forgách-kastély helyén állt, illetve részben abba belefoglalva ma is áll.

## Leírás
A középkori részletekből a kastély északnyugati rizalitjában ma is felismerhető egy armírozott sarkú, kőből épített, többszintes torony. Középkori részletek találhatóak a kastély keleti melléképületének keleti falában is. Itt a vár külső falának kerek tornya állt egykor. A téglából emelt városerődítés részletei nagyobb mértékben maradtak ránk. Szinte teljes vonalán követhető a jelentősen visszabontott, átlagban 1,2 m vastagságú, északi városfal az északnyugati, kerek ágyútoronytól a kastély északnyugati sarkáig, majd az északkeleti sarkától a város északkeleti, ugyancsak kerek ágyútornyáig. Ez utóbbi őrződött meg a legjobb állapotban. Mellette ma a keleti városkapu rekonstrukciója látható. Teljes magasságában áll a keleti városfal, eredeti gyilokjáró fészkekkel, helyreállított pártázattal és lőrésekkel. A délkeleti sarok ágyútornya elpusztult; ennek helyén egy modern téglarekonstrukció áll.
A déli városfal keleti szakasza – a déli kaputoronyig – viszonylag jó állapotban látható, kisebb részben szabadon, leginkább pedig újabb kori házak homlokzataként. Egyes helyeken még a kulcslyuk alakú lőrések is megﬁgyelhetőek. A déli kaputorony mellett a városfal egy kb. 20 m-es szakasza elpusztult; a legutóbbi felújítás során ezt is visszaépítették, ahogyan magát az 1945-ben földszintjéig visszabontott kaputornyot is. A négyzetes kaputorony keleti oldalán látható az egykori kapuzat. Tovább, nyugati irányban már csak a díszburkolatban bemutatott egykori palánk nyomvonala követhető. Az északnyugati toronytól délnyugati irányba induló kőfal a délnyugaton épült középkori ferences kolostorhoz kapcsolódik. Az erődítések kapcsán megemlíthető még a déli városfal mentén a jelentősen feltöltődött, de ma is jól megﬁgyelhető egykori városárok.

### Története

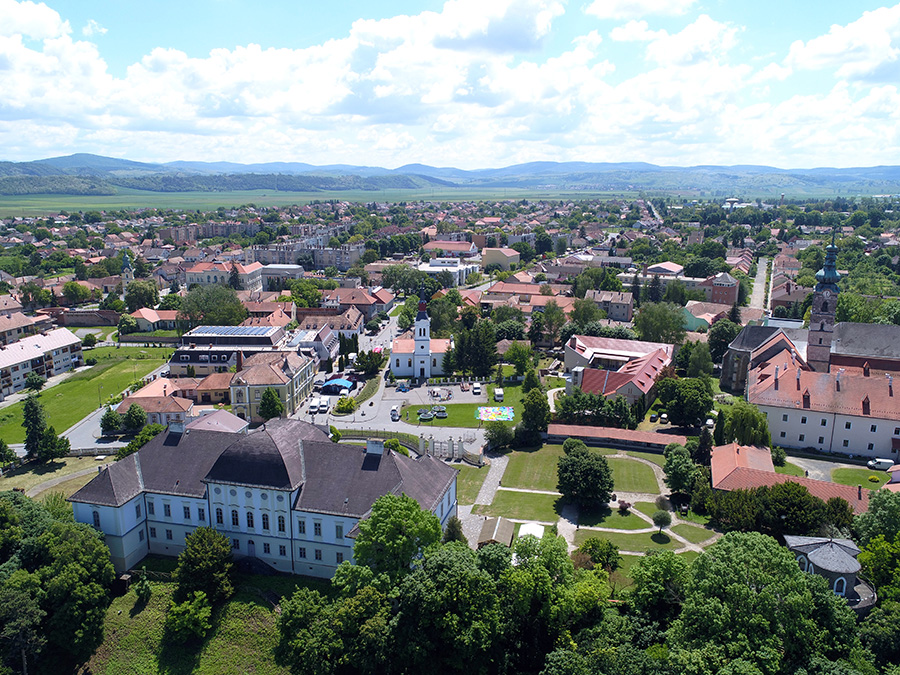
Szécsény - légi felvétel

Szécsény első biztos említése 1229-ből származik. Ebben az évben Béla ifjabb király Szák nembeli Botos ﬁa Pósa ispánnak adományozta a település azon részét, amelyet a Gertrúd királyné elleni merényletben részt vevő Kacsics nembeli Simon bántól és Mihálytól vett el II. András. Ugyanakkor az adatok szerint a nemzetség más ágai, megtartották itteni birtokaikat. Így érthető, hogy 1255-ben Kacsics nembeli Farkas királyi emberként szerepel Szécsényben. Ez utóbbi 1274-ben megállapodást kötött a Szák nembeli Pósa ﬁa Pósa ispánnal, mely értelmében a soproni Karakó földjéért, kiegészítve 60 ezüst márkával, megszerezte Szécsény és tartozékainak maradék részét. A szécsényi uradalmat 1327-ben megosztották, majd 1333-ban ezt a megosztást megújítottak. Az osztozkodásban Szécsényi Farkas két ﬁa, Tamás és Péter, illetve az utóbbi ﬁai vettek részt. Ennek értelmében az Ipoly magaspartján fekvő település nyugati részét Péter és annak utódai kapták, minden bizonnyal a külön szócikkben tárgyalt Szécsény– Strázsapart erősségével, míg a keleti rész Szécsényi Tamásé lett. 1334-ben Károly Róbert Szécsényi Tamás közbenjárására a településnek Buda városának kiváltságaival megegyező jogokat adományozott, erődítések emelését is engedélyezve. Az engedély ellenére több mint száz évig a források semmiféle erődítést nem említenek Szécsény területén. Zsigmond király halála utáni évtizedekben több környékbeli vár a Jan Giskra vezette huszita csapatok kezére került, akik folyamatosan zaklatták a vidéket. Ennek hatására kezdték megerősíteni a szécsényi ferences kolostort és tudomásunk van egy „kőház” építéséről is. Ez utóbbi munkát állíttatta le Erzsébet királyné 1440 novemberében. A település ettől kezdve kiemelkedő helyszínnek számított, itt kötöttek 1441-ben ideiglenes békét a huszitákkal. Az 1444 után súlyosbodó huszita harcok és a környéken tőlük elszenvedett sorozatos vereségek hatására, 1451-ben Szécsényi László és Hunyadi János megegyeztek arról, hogy az előbbi főúr szécsényi udvarházát a kormányzó költségén megerősítik, s amint újra béke lesz, az erősség visszakerül Szécsényi László kezére. Az elkészült várról Szécsényben először 1456-ban értesülünk.
A Szécsényi család 1460-ban ﬁúágon kihalt, s a következő évben birtokait Hunyadi Mátyás a guti Ország és Losonci családoknak adta. A közös birtoklás hivatalosan 1480-ban szűnt meg, amikor Losonci Albert és guti Országh Mihály nádor újra megosztozkodtak a váraikon, Szécsény a Losonciaknak jutott. Ennek ellenére a nádor lényegében rezidenciaként használta Szécsényt egészen az 1484. évi haláláig. 1544. évi elestével a török elővédek már Szécsényen is rajtaütöttek, de ekkor még – ahogy azután 1547-ben és 1550-ben is – sikerrel védte meg földesura, Losonci István.
Az 1540-es években az országgyűlés kétszer is rendelkezett Szécsény erődítéseiről. 1552-ben Drégely ostroma, illetve Ipolyság és Gyarmat várainak ellenállás nélküli feladása után Szécsény is török kézre került. A város jelentőségét jelzi, hogy a hódítók azonnal egy kisebb tartomány székhelyévé emelték. 1593 december elején a Pálffy Miklós és Tiefenbach Kristóf vezette keresztény csapatok komolyabb ostrom nélkül foglalták vissza Szécsényt. Ugyan a kivonuló törökök felgyújtották a várost, de a tűzvész nem okozott jelentősebb károkat. A nógrádi várak 1596-ban készült vizitációja szerint Szécsény városát már palánk védte, miközben a várat kőfal kerítette. Ez az első egyértelmű írásos adat a városi erődítésekről. A visszafoglalás utáni években rendszeresen találkozunk uralkodói rendeletekkel a vár közmunkával történő megerődítésére vonatkozóan. II. Ferdinánd uralkodása alatt felújították Szécsény város falait és kapuit a várárkokkal együtt. A palánképítésről egy 1612-es adat árulkodik egyértelműen.

A harmincéves háború idején Szécsény többször is gazdát cserélt. 1621-ben Bethlen Gábor foglalta el, 1639-ben egy török csapat ütött rajta a városon, 1644–1645-ben pedig I. Rákóczi György kezén volt. 1641-ben Forgách Ádám 12 ezer aranyért Kohári Istvánnak adta zálogba Szécsényt és uradalmát. Az új tulajdonos korszerűsíteni kívánta a város erődítéseit. A korábbi palánkot felváltó kőfal építésére vonatkozó legkorábbi adat 1641-ből ismert. A források alapján az építkezés 1660-ig nyomon követhető. Az 1663. évi török hadjárat során azonban Kohári István kísérletet sem tett a város megvédésére, hanem embereit mentve a jobban védhető Fülekre vonult vissza, előzetesen felgyújtatva Szécsényt. A romossá vált várat Evlija Cselebi szerint a megszálló török csapatok „töltésekkel, bástyákkal, hegyes karókkal megerősítették”. Leírásában Szécsény „négyszögalakú, téglaépítésű vár, melynek egyik oldala palánka lévén, újraépíteni akarják”. A szécsényi városi erődítések utolsó felújításaira vonatkozó adatok 1692-ből és 1703-ból származnak.
"SZÉCSÉNY. Vár, és nagy Mezőváros Nógrád Várm. földes Ura Gr. Forgách Uraság, és többek, lakosai katolikusok, fekszik Losontzhoz 3 3/4 mértföldnyire; ’s az Uraságnak szép kastéllyával jelesíttetik; a’ Sz. Ferentz’ Szerzetebéli Atyáknak Klastromjok is van benne; határja középszerű, vagyonnyai külömbfélék. Épűlt a’ Vár egy lejtősen felemelkedett dombon, igen kies helyen, mert Ipoly vize felől a’ széles térség, más felől pedig távol az erdős hegyek nevezetes ellátást szolgáltatnak. Nem meszsze vala hozzá régenten Szent György Vára. minekutánna Nógr. Vármegyét Mehemet Basa igen keményen fenyegette, közönséges kőltséggel megerőssíttetett; de őrző katonái megfélemledvén, üressen hagyattatott, maga pedig Árokházi Lőrintz vólt akkori Kapitánnya az Ozmanoknak fogságjokba kerűlt, és így a’ Várat Ali Eunuchus minden tsata nélkűl elfoglalta, Hazan szemes Vitézt helyheztetvén belé, a’ ki a’ szomszéd vidéknek elég sanyarúságokat okozott. Ostromlotta azután Balassa János, de szerentsétlenűl, mert Házán Fileki Basa segedelmekre érkezvén az ostromlottaknak, tetemesen megverte őket, ’s 650 főket megöltek, ’s ugyan annyit rabságra is kerítettek. Sérelem nélkűl maradott azután, míg Pálfy Miklós által tsekély ostrom után viszsza vétetett, ’s meg is erőssíttetett; de Koháry István által, a’ ki erejéhez nem bízhatott, felégettetve elhagyattatott 1663dikban, ’s mintegy 20 esztendőkig sok Ozmanok’ kártékonykodásaiknak fészkek vala, míg a’ Bétsi ostromról 328viszsza-útazott Lengyelek által viszsza nem szereztetett. Annakutánna Eszterházi Pálnak parantsolattyára, ismét elégettetett. 1705-ben pedig Rákóczinak közönséges Gyűlése által híresíttetett."
„…Sikon fekvő régi várának, most csupán némelly maradványait láthatni, s többféle viszontagságai közt el nem mellőzhetjük azt megjegyezni, hogy 1705-ben itten gyűltek öszve a dunamelléki confoederatus vmegyék, a mikor II. Rákóczy Ferenczet fejöknek választván, ez alkalomra emlék pénzt is verettek. Birják több közbirtokosok.”

### Építéstörténet
Szécsényről mindössze két történeti ábrázolást ismerünk. Ezek az 1650 körüli állapotokat mutató, Gerhardt Graaß-féle metszetek, melyek feltehetően Le Dentu munkáinak átrajzolásával születtek. Az eddigi történeti és régészeti kutatások alapján fő vonalaiban felvázolható a város erődítéseinek építéstörténete. A 14. század eleji osztozkodás értelmében Szécsényi Tamásnak jutott az Ipoly ártere fölé magasodó településrész. Az Erzsébet királyné által kiadott oklevél megerősíti azt, hogy a korabeli jogfelfogás által várnak tekinthető épület még nem állt a városban, azonban a „domus lapidea” egyértelműen utal egy udvarház létére. Horváth Richárd legújabb megállapításai alapján elég jól le lehet szűkíteni azt az időszakot, amikor az udvarházból vár lett. Ez Hunyadi János és Szécsényi László 1451. évi megállapodása és a castrum első, 1456. évi említése közé tehető. A 15. század közepén kiépült vár magját egy palotaépület alkotta, melyhez észak felől legalább egy torony kapcsolódott. Ez egy kelet–nyugati elrendezésű épület volt, mely a magasparttal párhuzamosan helyezkedett el.
Héjj Csaba ásatási dokumentációja szerint a palotaépületet egy átlagban 1,2 m vastagságú kőfal kerítette. A körítőfal szabálytalan négyszögletű területet vett körbe. A délnyugati és északnyugati sarkokon a feltárások során tornyok alapfalai váltak ismertté. A várfal déli szakaszának közepén, egy kaputorony állt, melynek töredékes maradványai a 16–17. századi kapuépítménybe foglalva kerültek elő. A számos későbbi átépítés miatt az erődítések késő középkori periódusait nehéz különválasztani. A vár körül egy 3,5 m mély és 4,5–5 m széles szárazárok is futott, melyet még 1500 körül feltöltöttek, s helyette egy másikat ástak közvetlenül a várfal mentén. A város alapítólevelének értelmében Szécsény rendelkezhetett volna városfalakkal. Ennek ellenére egyelőre nincs nyoma annak, hogy a 14. század folyamán bárminemű, jelentősebb erődítés készült volna a település körül. Úgy tűnik csak a husziták ellen vívott harcok kényszerítették a város birtokosát arra, hogy megerősítse Szécsényt. Feltételezhetjük, hogy az 1450-es években került sor a város első, árokból és paliszádból álló erődítésének építésére. A palánk lehetett az időrendben következő városi erődítés. A délkeleti ágyútoronynál előkerült cölöpöket Grynaeus András dendrokronológiai vizsgálata szerint az 1560-as évek második felében vágták ki. Ez azt jelenti, hogy az eddig ismert legkorábbi szécsényi palánkot az oszmán katonaság építtette. A palánknak legalább két periódusát lehetett elkülöníteni. A palánkerődítés keleti és délkeleti szakaszait a 17. században kőalapozású téglafalra cserélték. A városfal építése – az írott források által jól igazolhatóan – az 1640-es években indult. A falat minden megﬁgyelt szakaszon kőből falazott teherhárító ívekre alapozták, a felmenő részei pedig téglából készültek, 1,2 m vastagságban. A falkorona egyszintű, pártázat nélküli volt, kulcslyuk alakú lőrésekkel. A fa gyilokjáró a déli fal mentén konzolos, a keletinél pedig oszlopos szerkezetű volt. A városfallal egyszerre épültek fel a kerek ágyútornyok a város keleti, illetve az északnyugati sarkain. Közülük a délkeleti teljesen elpusztult, csak az alapozás kisebb részleteit sikerült feltárni. Az északnyugati átépített formában maradt fenn, míg az északkeleti ma is áll. A kutatások szerint ez utóbbi eredetileg a város felé nyitott volt, s a 18. század folyamán falazták és boltozták be.

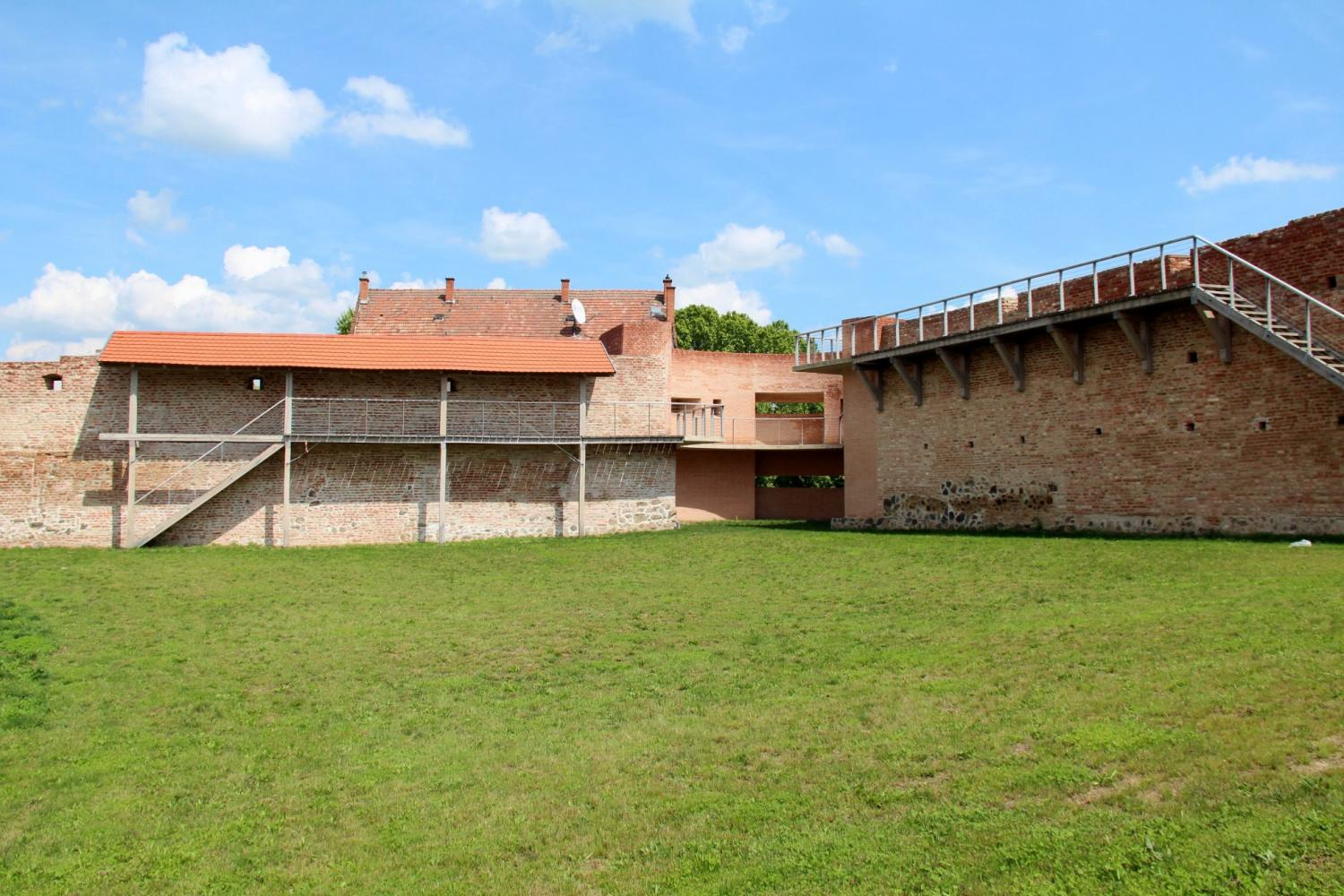
Téglából épített falrészlet
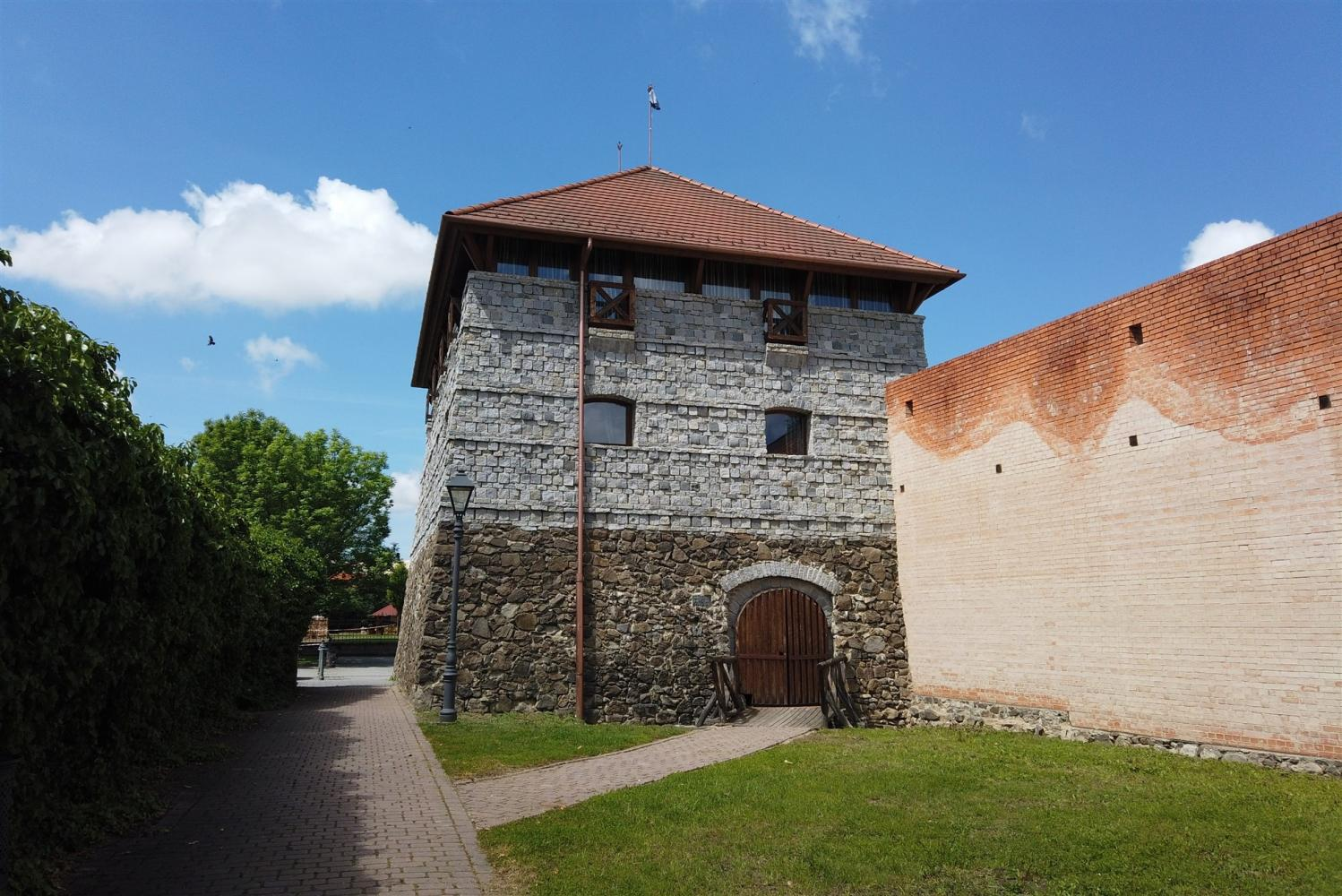
Török torony
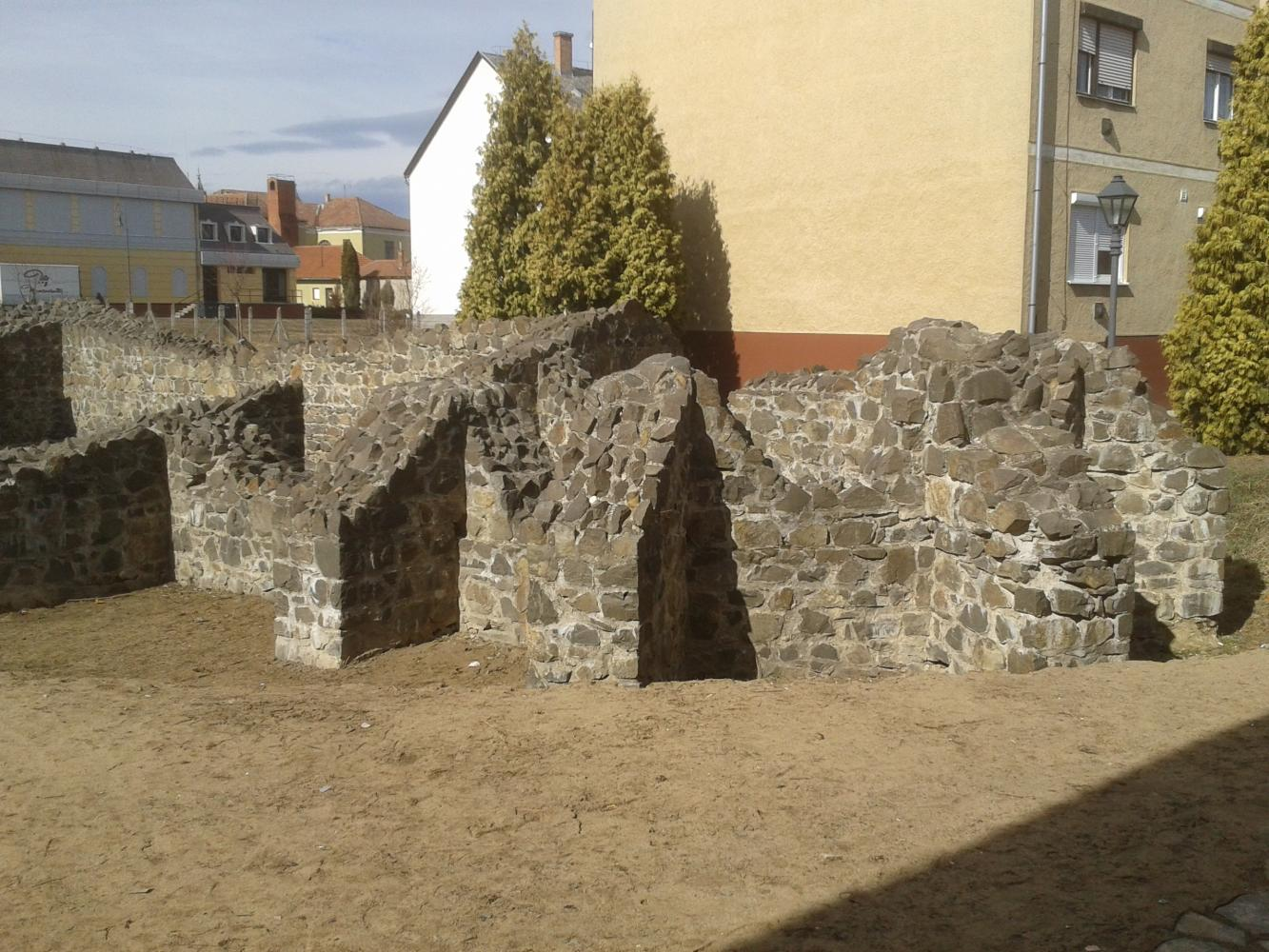
Falrészlet
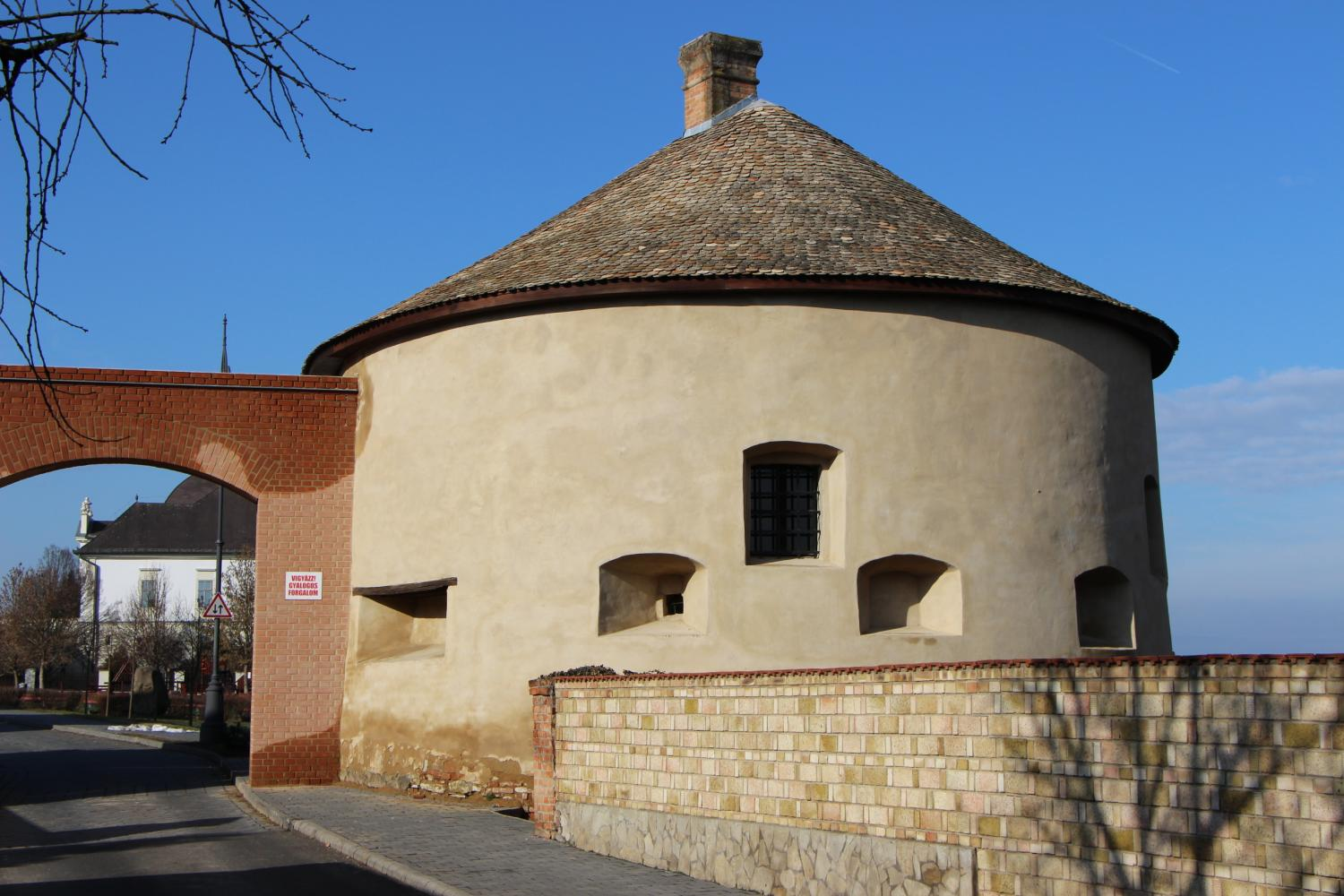
Bástya